# California-Klasse
Die California-Klasse war eine Klasse von Atomkreuzern, die in der United States Navy zwischen 1974 und 1998 in Dienst standen und zwei Einheiten umfasste, die California und die South Carolina. Ihre Hauptaufgabe war die Luftverteidigung für die ebenfalls nuklear getriebenen Flugzeugträger.

## Geschichte

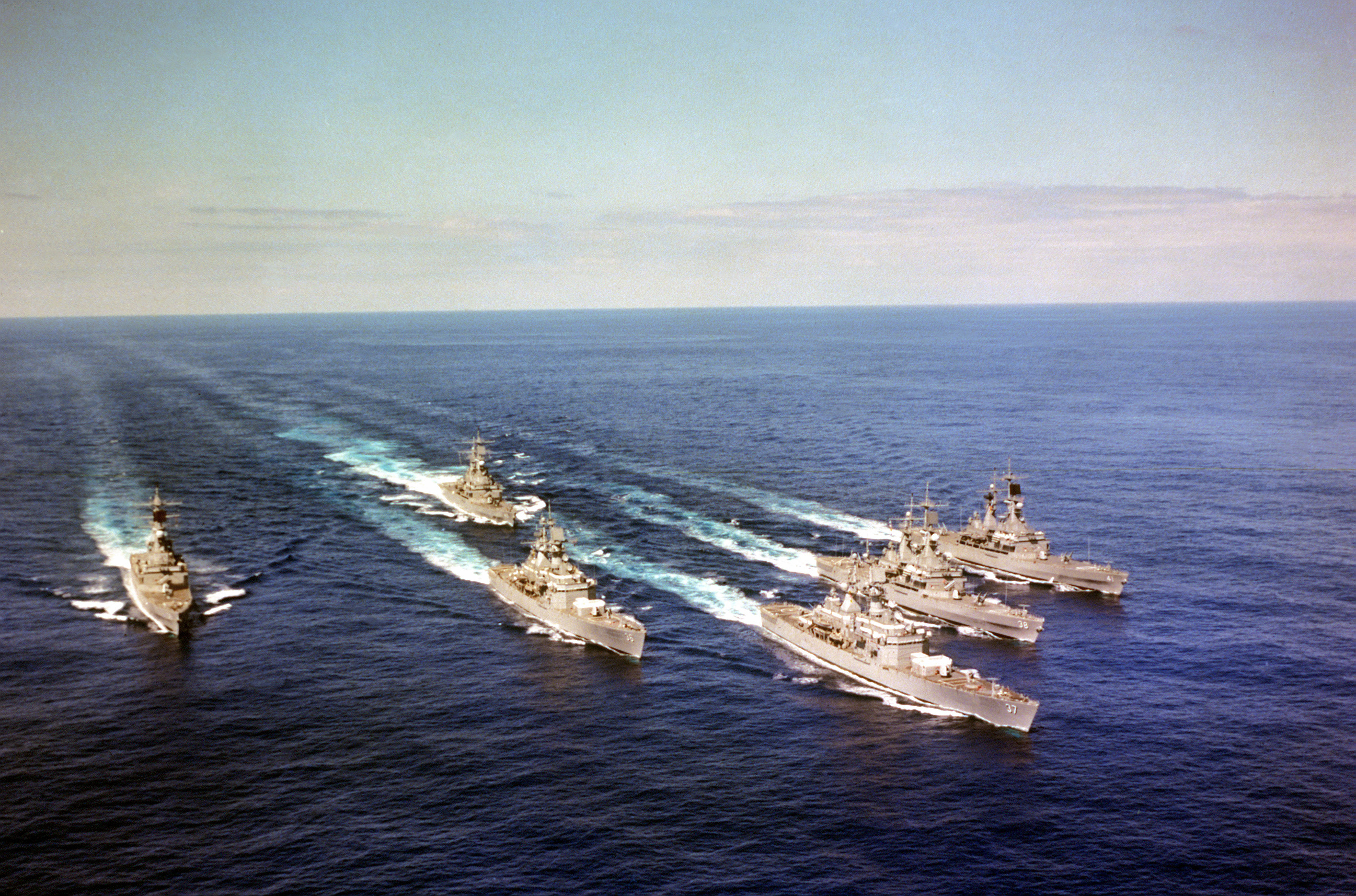
Gruppe von sechs Atomkreuzern

Die Planung für die Schiffe der California-Klasse begann Mitte der 1960er-Jahre. Sie wurden als Geleitschutz für die Flugzeugträgern der Nimitz-Klasse gebaut. Zu jeder Trägerkampfgruppe sollten mehrere Atom-Kreuzer gehören. Die California-Klasse war die erste echte Klasse nuklear getriebener Überwasserkriegsschiffe der US Navy; die vorherigen Einheiten (Long Beach, Bainbridge und Truxtun) waren alles so genannte Einschiffsklassen. Das Typschiff der California-Klasse wurde mit dem Haushaltsjahr 1967 genehmigt, die zweite Einheit ein Jahr später. Eine eigentlich geplante dritte Einheit, die ebenfalls aus dem Haushalt 1968 finanziert werden sollte, wurde zugunsten der nachfolgenden Virginia-Klasse aufgegeben, deren Preis niedriger liegen sollte.
Beide Einheiten wurden bei Newport News Shipbuilding in Newport News, Virginia auf Kiel gelegt. Die Kosten lagen bei 221,4 Mio. US-Dollar für die erste Einheit und bei 199,5 Mio. USD für die zweite. Dies waren jeweils rund 10 % mehr als veranschlagt. Die Werftkosten betrugen dabei bei jeweils knapp über 70 Mio., der restliche Betrag wurde für Waffen- und Elektroniksysteme aufgewandt.
Die beiden Einheiten wurden mit der Klassifizierung DLGN (Destroyer Leader Guided Missile nuclear powered, dt. wörtl. „Zerstörerführer mit Lenkraketen, nuklear getrieben“) in Dienst gestellt, die intern als Large Frigate (dt. „Große Fregatte“) bezeichnet wurde. Da diese Einordnung in keinem Verhältnis zur Größe und strategischen Bedeutung dieser Schiffe stand, wurden beide Einheiten 1975 mit der Auflösung dieser Klassifikation zu CGN (Cruiser Guided Missile nuclear powered, dt. „Kreuzer mit Lenkraketen, nuklear getrieben“) umklassifiziert.
Während ihrer Dienstzeit wurden die Schiffe mit dem New Threat Upgrade (dt. „Aufrüstung für neue Gefahren“) verbessert. Dabei wurden, neben Verbesserungen der Elektronik, vor allem die Innenräume der Einheiten komplett neu gestaltet. Die Kosten für den Betrieb eines Schiffes betrug 1996 ca. 40 Mio. US-Dollar pro Jahr.
Beide Schiffe wurden 1998 außer Dienst gestellt, im Ship-Submarine Recycling Program von atomar belasteten Teilen befreit und daraufhin zerlegt. Ersetzt werden die Schiffe in der US Navy von den Kreuzern der Ticonderoga-Klasse und den Zerstörern der Arleigh-Burke-Klasse. Diese sind dank ihres Aegis-Kampfsystems besonders für Luftverteidigung geeignet.

## Technik

### Rumpf

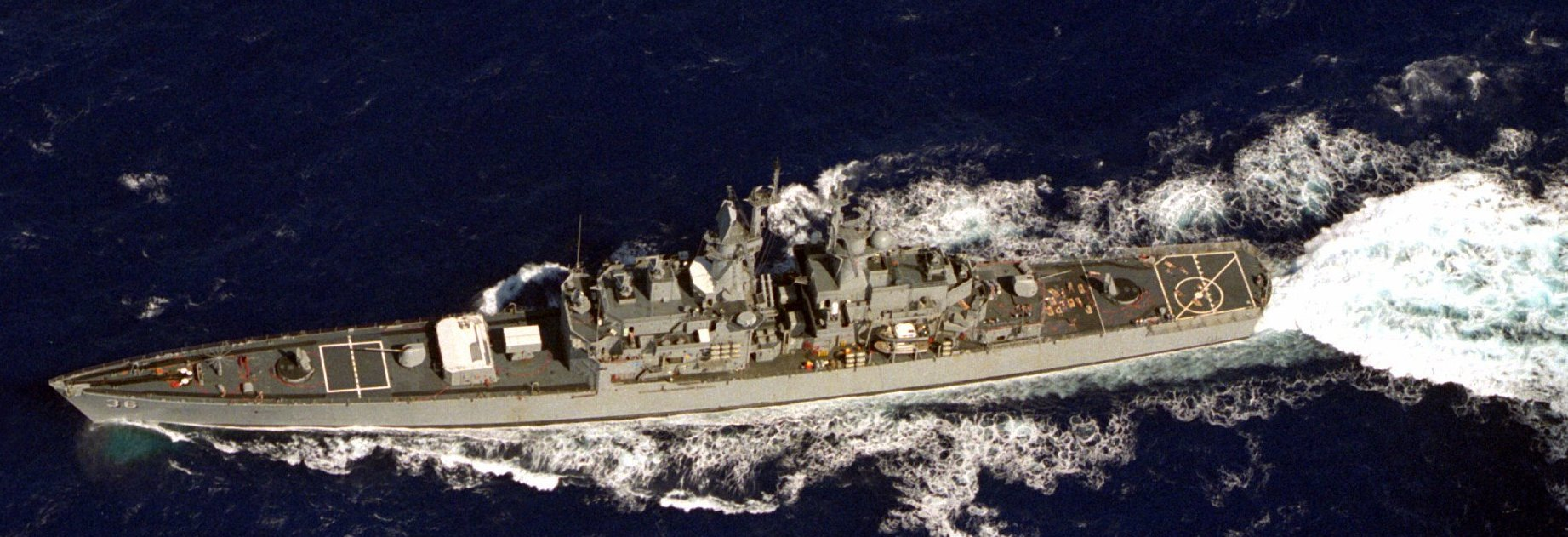
Luftbild der USS California

Der Rumpf der California-Klasse war 181 Meter lang und 18 Meter breit, womit er das klassische Verhältnis Länge:Breite von 10:1 einhielt. Die Klasse war die erste Klasse von DLGN, welche die Marke von 10.000 Tonnen Verdrängung überschritt. Das Deck befand sich gut 20 Fuß (6,1 Meter) achtern und 22 Fuß (6,7 Meter) am Bug über der Wasseroberfläche. Typisch für atomgetriebene Schiffe der US Navy war der viele freie Platz an Deck, der zwei Gelegenheiten für VERTREP (vertical replenishment), also die Versorgung mit Helikoptern, bot. Eine war die achtere Landefläche, am Bug gab es außerdem einen Platz, auf dem schwebende Helikopter Ladung absetzen konnten. Auf Grund der Freiflächen erschienen die Schiffe oft unterbewaffnet, vor allem verglichen mit sowjetischen Schiffen der Zeit, die vor Waffen nur so starrten. Die Aufbauten bestanden aus zwei Deckshäusern. Im vorderen Deckshaus befanden sich die Brücke und weitere Räume zur Steuerung und Kontrolle des Schiffes, das hintere war von den Rettungsbooten umgeben.

### Antrieb
Der Antrieb der California-Klasse bestand aus zwei Nuklearreaktoren vom Typ D2G. Das D steht hierbei für den Schiffstyp (Destroyer), die 2 für die Generation des Reaktors und das G für den Hersteller, in diesem Fall General Electric. Der Reaktor gab Dampf auf zwei Dampfturbinen ab, von denen jede eine Welle mit je einem Propeller antrieb. Die Leistung lag bei ca. 60.000 PS. Als Geschwindigkeit gab die Navy 30+ Knoten an, die dank des Atomantriebes auch über lange Zeit gehalten werden konnte. Die Reichweite mit einer Reaktorfüllung betrug etwa 700.000 Seemeilen. Dies sind rund 1,3 Mio. Kilometer oder mehr als 32 Erdumrundungen auf dem Äquator.

### Bewaffnung

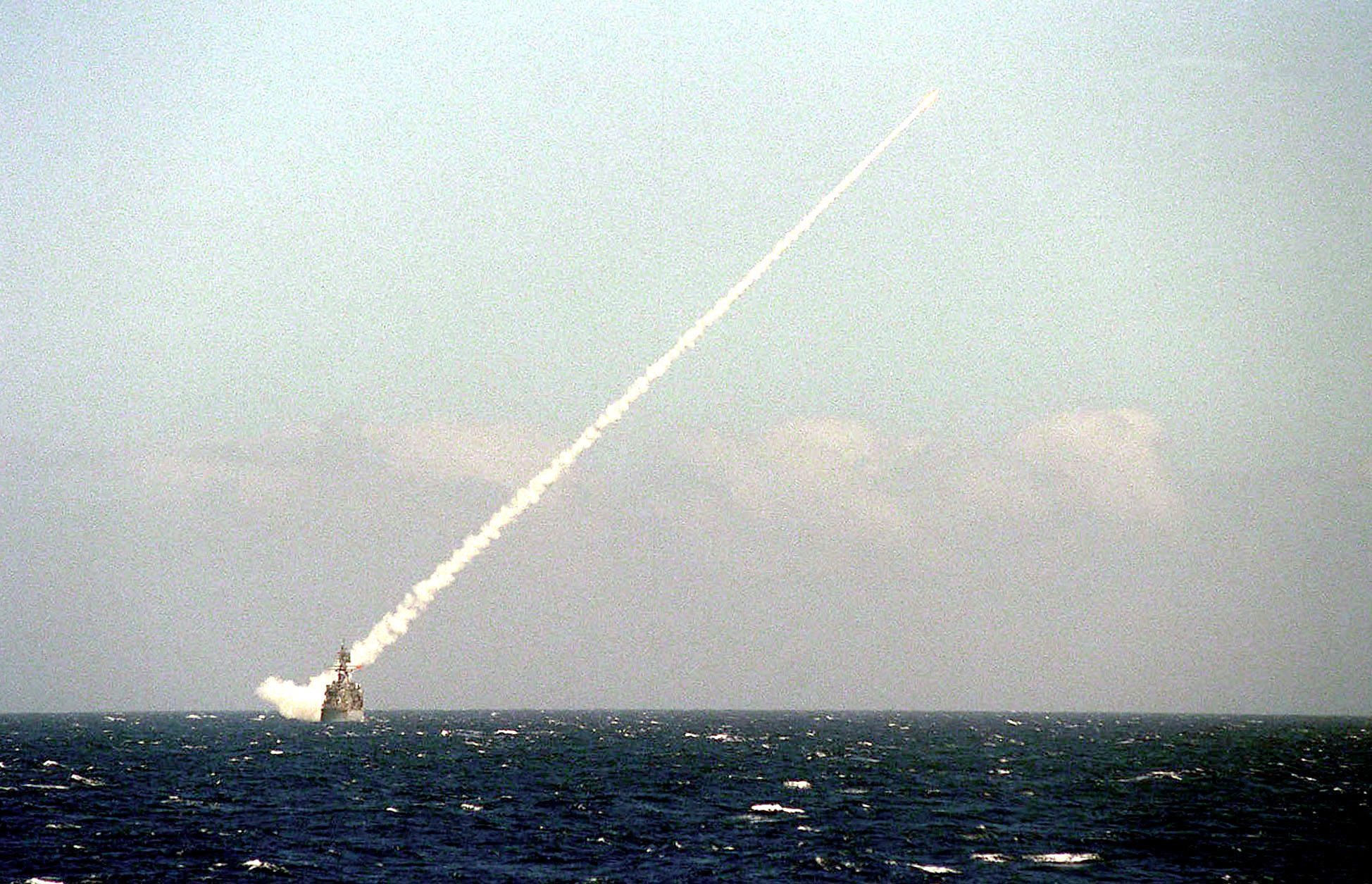
USS California während eines Übungsschießen mit SM-2

Die Hauptbewaffnung der beiden Californias bestand aus je einem Mk.-13-Einzelstarter für Flugabwehrraketen am Bug sowie am Heck. Zuerst befand sich die RIM-24 Tartar an Bord, nach deren Außerdienststellung wurde dafür die Standard Missile SM-1MR (Medium Range, dt. „Mittlere Reichweite“) installiert. Während des New Threat Upgrade wurde die Elektronik aufgerüstet, um die verbesserte SM-2MR abfeuern zu könen. In beiden Magazinen befanden sich je 40 Flugkörper. Auf kurze Entfernung konnte gegen Luft- und Bodenziele außerdem das Mark-45-Leichtgewichtsgeschütz mit Kaliberlänge 54 verwendet werden. Eines dieser Geschütze befand sich jeweils mittschiffs des Mk. 13.
Für die U-Jagd befand sich direkt vor der Brücke ein Mk.-16-Starter für acht Raketentorpedos RUR-5 ASROC, dazu ein Magazin mit weiteren 16 dieser Waffen. Im achteren Deckshaus waren auf jeder Seite zwei Torpedorohre vom Typ Mk. 32 fest installiert. Diese verschossen U-Jagd-Torpedos Typ Mark 46, auch hierfür gab es 16 Ersatzwaffen an Bord.
In den 1980er-Jahren wurden die Schiffe zusätzlich mit dem Seezielflugkörper AGM-84 Harpoon ausgerüstet. Es wurden zwei Starter Mk. 141 mit je vier Waffen ohne Nachladung zwischen den Deckhäusern installiert. Zur Nahbereichsverteidigung wurde ebenso ein Phalanx CIWS an jeder Breitseite des achteren Deckshauses angebracht.

### Elektronik

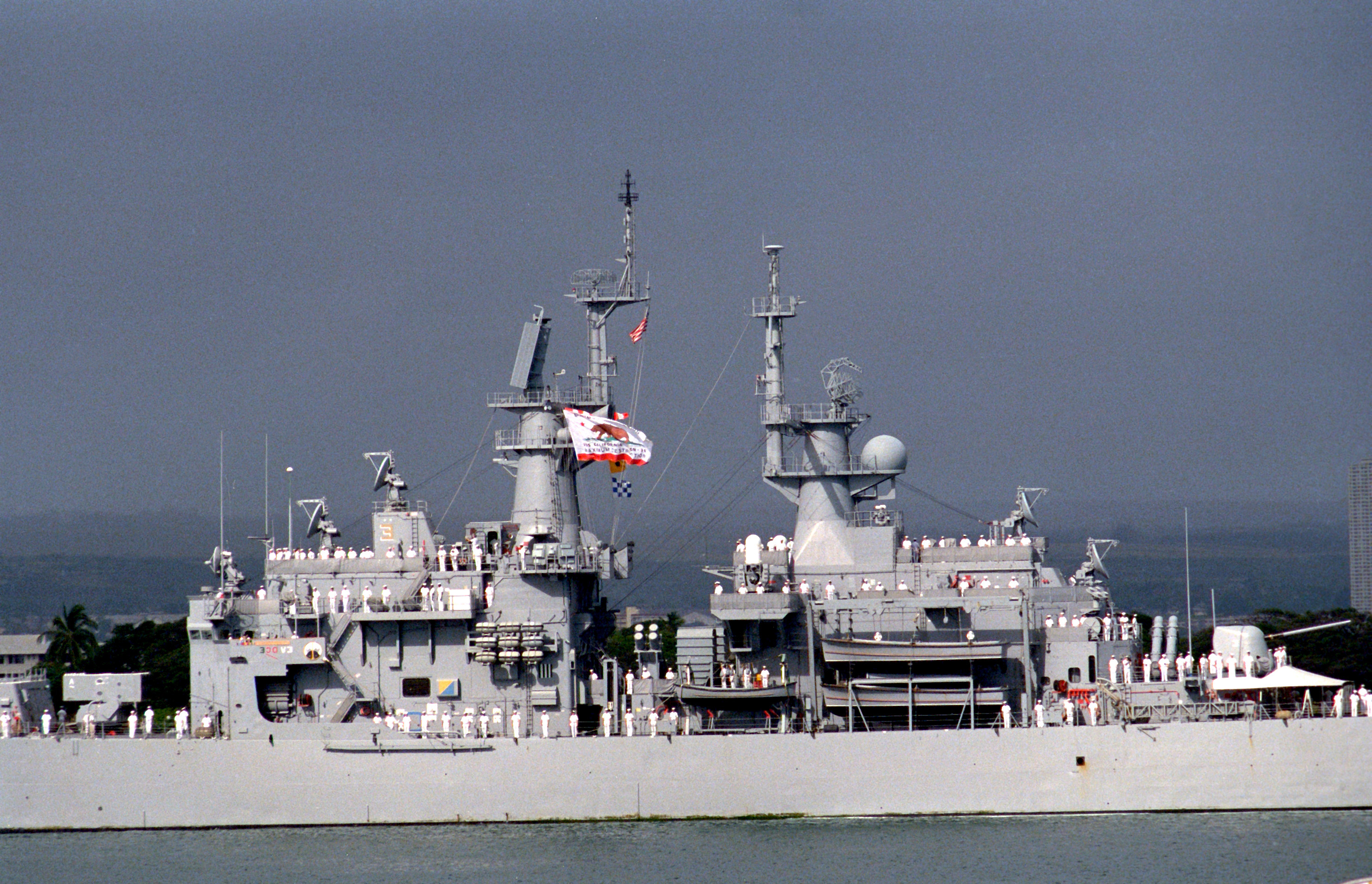
Aufbauten der USS California

Zu Beginn ihrer Dienstzeit bestand die Radaranlage der California-Klasse aus dem SPS-10 von Raytheon als Navigationsradar, als Luftraumüberwachungsradar befand sich SPS-40 von Lockheed auf dem achteren Mast als Richtungsweiser und die Flächenantenne SPS-48 von ITT-Gilfillan am vorderen Mast als Höhenfinder. Von diesen Systemen wurde lediglich das SPS-10 durch das modernere SPS-67 der Norden Corporation ersetzt.
Ein Sonarsystem befand sich im Bug, das SPQ-26 konnte sowohl aktiv aus auch passiv U-Boote aufspüren.
Ebenfalls erst nachträglich an Bord installiert wurde ein System zur elektronischen Kampfführung, bestehend aus dem SLQ-32. Die Antennen, die sich zwischen den Deckhäusern befanden, konnten für Fernmelde- und elektronische Aufklärung sowie als Störsender eingesetzt werden.

### Luftfahrzeuge
Die Einheiten der California-Klasse besaßen keinen Hangar zur permanenten Aufnahme eines Helikopters, achtern existierte lediglich eine Landefläche, von der aus während Operationen ein Kaman SH-2 Seasprite eingesetzt werden konnte.

## Einsatzprofil

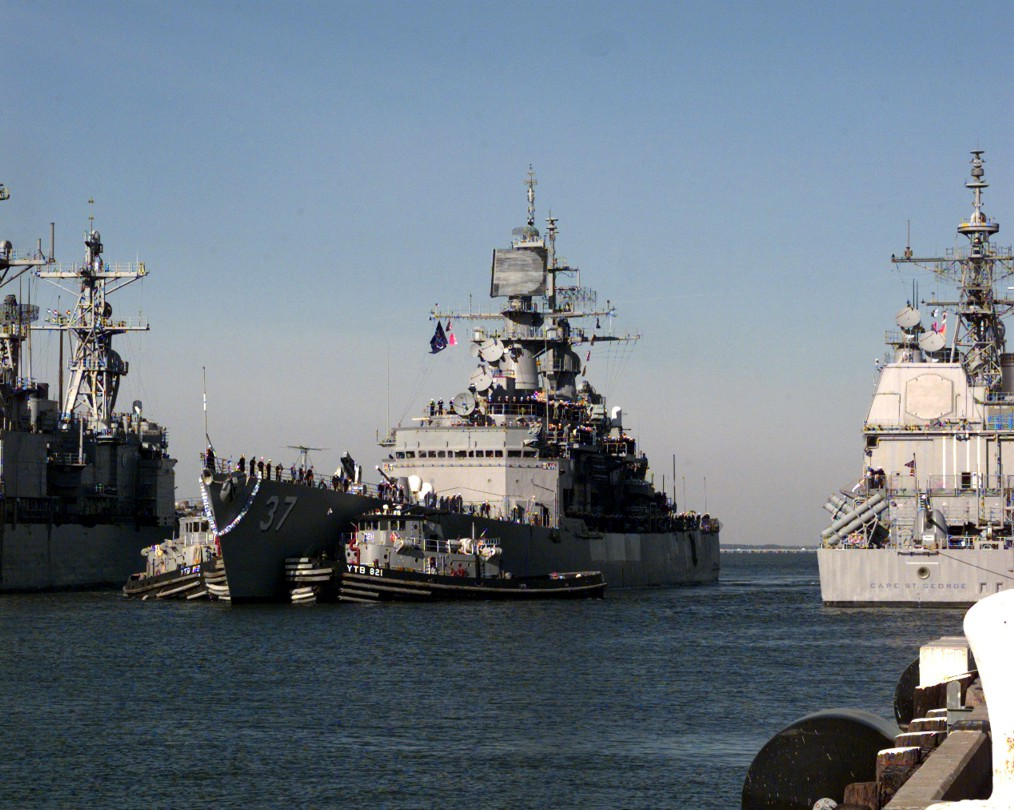
Die USS South Carolina kehrt von der Operation Southern Watch zurück

Die California-Klasse war speziell als Geleitschutz für die neuen, ebenfalls nuklear getriebenen Träger der US Navy konzipiert. Innerhalb dieser Kampfgruppen waren die Califonias besonders für Luftabwehr und U-Jagd ausgelegt, später durch die Nachrüstung mit Harpoon-Flugkörpern auch für Angriffe auf Überwasserschiffe. Geplant waren sogenannte Nuclear Task-Forces, also Kampfgruppen, die nur aus Atom-Schiffen bestanden. Auf Grund der hohen Baukosten dieser Einheiten wurden solche Gruppen nur relativ selten eingesetzt, die Californias wurden innerhalb der Task Forces auch häufig mit den konventionell angetriebenen Kreuzern der Klassen Leahy und Belknap gemischt.
Die traditionellen Aufgaben eines Kreuzers, also Operationen abseits einer Flotte, wie die Freihaltung und Überwachung der Seewege, konnten die Schiffe auf Grund ihrer Vielseitigkeit durchaus leisten, allerdings erst ab der Ausrüstung mit den AGM-84-Harpoon-Flugkörpern. Diese kamen kurz nach der Reklassifizierung zum Kreuzer an Bord.
Zu den wenigen Konflikten, in denen die beiden Einheiten zum Einsatz kamen, zählen die Geiselnahme von Teheran 1979/1980, als die California die Nimitz während der Operation Eagle Claw deckte, sowie die Operationen Desert Shield/Desert Storm und die NATO-Operation Deny Flight. In diesen Situationen diente je eines der Schiffe als Radarvorposten für die Luftverteidigung innerhalb seiner Kampfgruppe.